# Dolní Morava
Dolní Morava – gmina w Czechach, w powiecie Uście nad Orlicą, w kraju pardubickim. Według danych z dnia 1 stycznia 2013 gmina liczyła 310 mieszkańców.
Przez gminę przebiega granica między dwoma historycznymi krainami: Czechami i Morawami. Gmina składa się z trzech części: Horní Morava i Dolní Morava w Czechach (krainie historycznej) oraz Velká Morava na Morawach.
9 maja 2022 otwarto tu najdłuższą na świecie wiszącą kładkę pieszą, łączącą grzbiety dwóch szczytów górskich, Slamník i Chlum. Sky Bridge 721 zbudowano 95 m ponad dnem doliny, łączy schronisko Slaměnka ze zboczem góry Chlum.
Znajduje się tu również Ścieżka w obłokach – znajdujący się 55 m nad ziemią na wysokości 1116 m n.p.m. taras widokowy o długości 710 m.